# علاء مزهر
علاء محمد خير مزهر (مواليد 19 ديسمبر 1992) في دبي في الإمارات لاعب كرة قدم لبناني يجيد اللعب في الجناح مع نادي جلف يونايتد الإماراتي.

## روابط خارجية
علاء مزهر على موقع قاعدة بيانات كرة القدم.إي يو (الإنجليزية)
- علاء مزهر على موقع Soccerway.com (الإنجليزية)
- علاء مزهر على موقع كووورة